# Mioglia
Mioglia (ligur nyelven Mieuja vagy Miéuggia) település Olaszországban, Liguria régióban, Savona megyében. Lakosainak száma 507 fő (2023. január 1.). Mioglia Pareto, Sassello, Giusvalla és Pontinvrea községekkel határos.

## Népesség
A település lakossága az elmúlt években az alábbi módon változott:
| Lakosok száma | 528  | 518  | 507  |
|               | 2017 | 2018 | 2023 |